# 1921 en Australie
Chronologie de l'Australie
- 1917
- 1918
- 1919
- 1920
- 1921
- 1922
- 1923
- 1924
- 1925

Cette page concerne les évènements survenus en 1921 en Australie  :

## Évènements
- 26 février : Meurtre de Chrissie Venn (en)
- 12 mars : Élections législatives en Australie-Occidentale
- 26 juin : Le navire à vapeur Fitzroy (en) chavire (31 morts)
- 19 septembre : Catastrophe minière du Mont Mulligan (en)  (75 morts)
- 30 décembre : Meurtre de Gun Alley (en), viol et meurtre d'une enfant de douze ans.

## Arts et littérature

### Littérature
- 1921 en littérature australienne (en)
- A Rough Passage (en), roman de Franklyn Barrett (en)
- Fettered by Fate (en), roman d'Arthur Wright (en)
- Rigby's Romance (en), roman de Joseph Furphy

### Cinéma
Sortie des films :
- The Betrayer (en)
- The Blue Mountains Mystery
- The Gentleman Bushranger (en)
- A Girl of the Bush (en)
- The Guyra Ghost Mystery (en)
- Jasamine Freckel's Love Affair (en)
- Know Thy Child (en)
- The Life Story of John Lee, or The Man They Could Not Hang (en)
- Mated in the Wilds (en)
- Pearls and Savages (en)
- Possum Paddock (en)
- Retribution (en)
- Rudd's New Selection (en)
- Silks and Saddles (en)
- While the Billy Boils (en)

## Sport

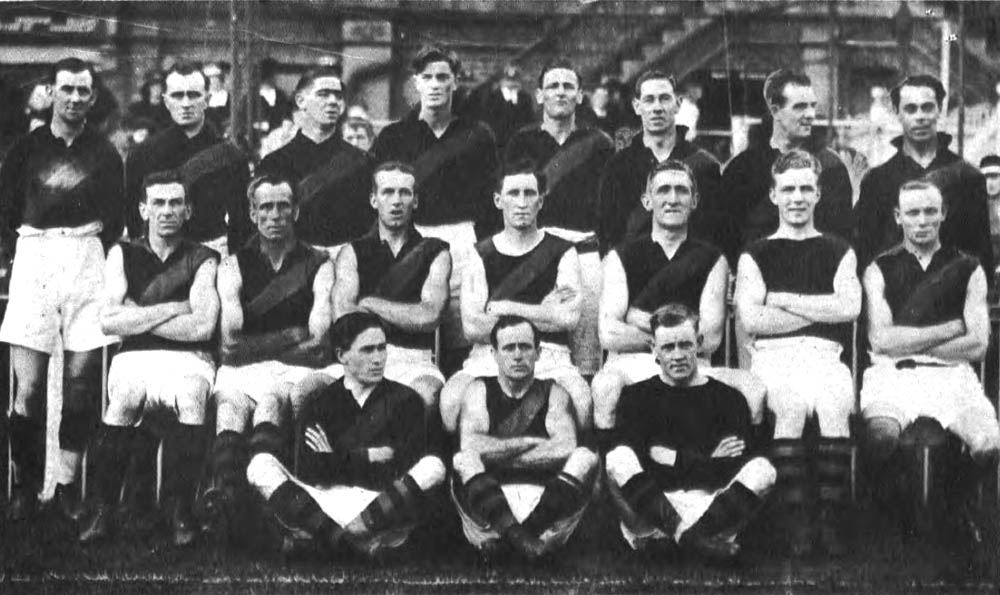
L'équipe de football de Richmond (1921).

- 26-31 décembre : Championnat de tennis d'Australasie
- Sister Olive remporte la Melbourne Cup.
- La Nouvelle-Galles du Sud remporte le Sheffield Shield.
- Dans un test match de cricket, l'Australie bat l'Angleterre dans la compétition The Ashes.
- A Le Fevre remporte l'Australian Open Championship en golf.
- La saison 1921 de la VFLL (en) (football) est remportée par Richmond 5.6.36 contre Carlton 4.8.32.

## Création
- Aéroport d'Alice Springs
- Parc national Dularcha (en)
- York Park (en)

## Dissolution - Fermeture
- Département de la Défense (1901-1921) (en)
- The Australian Communist (en), quotidien.

## Naissance
- Bunney Brooke (en), actrice.
- Walter Campbell, juge.
- Mary MacLean Hindmarsh (en), botaniste.
- Bill Knott (en), personnalité politique.
- John Millett (en), poète.
- Rupert Myers (en), métallurgiste.
- Catherine Pym (en), escrimeuse.
- Patricia Wrightson, écrivaine.
- Bob Dawson (en), footballeur.
- Vasey Houghton (en), personnalité politique.

## Décès
- Maurice Buckley (en), militaire.
- Rose Ann Creal (en), infirmière.
- Edward Hamersley (en), religieux.
- Mary Grant Roberts (en), propriétaire de zoo.
- Oswald Watt, aviateur.